# Ławica ryb

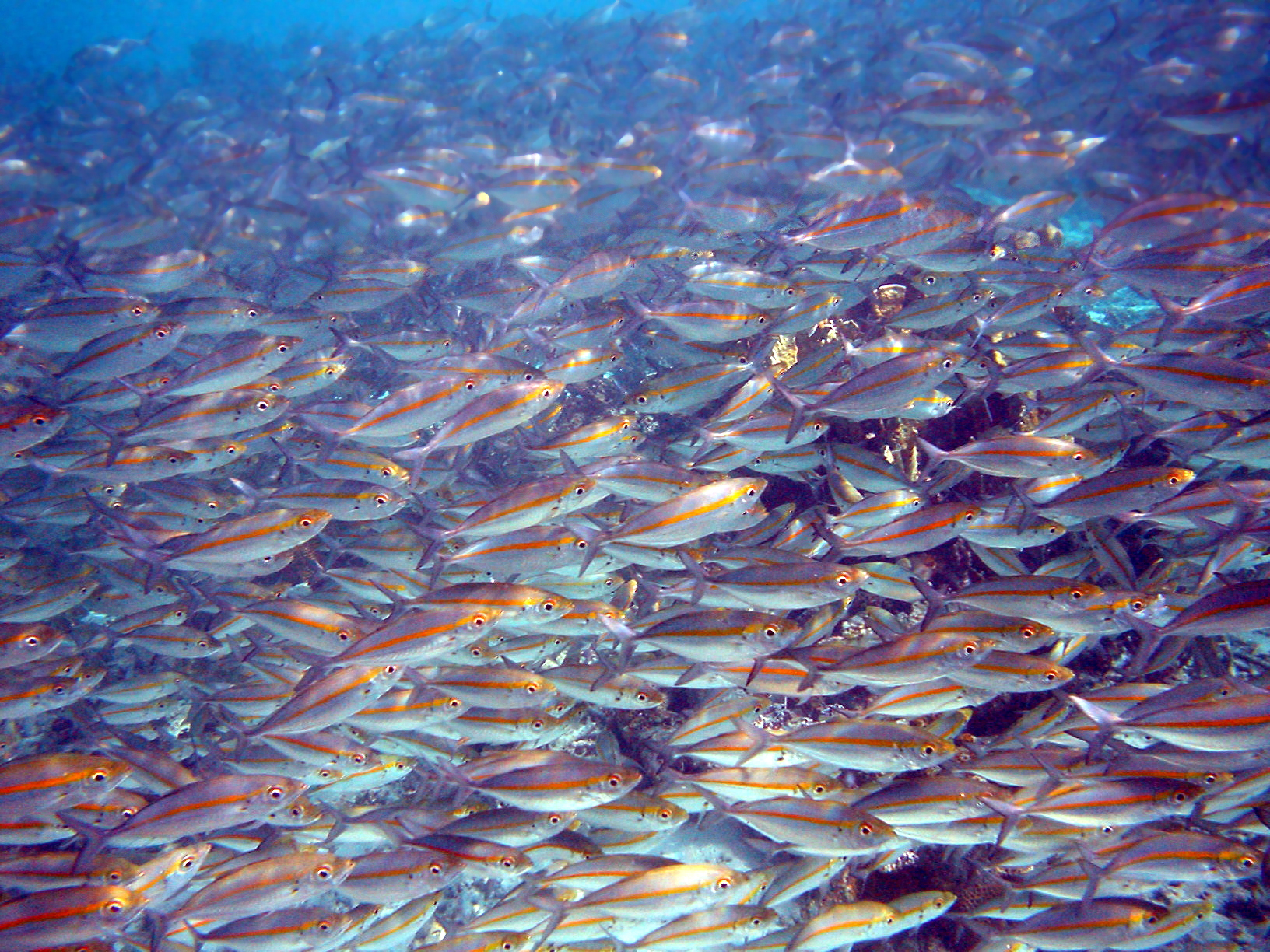
Ławica ryb

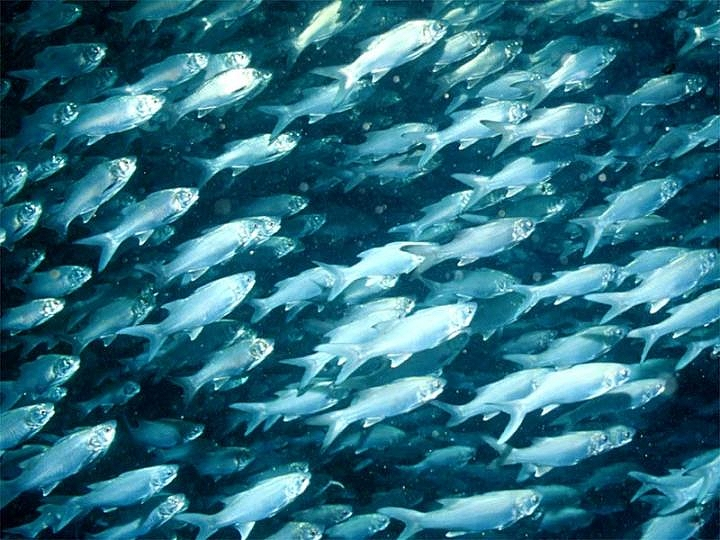
Ławica Polydactylus sexfilis

Skuteczność wychwytywania pokarmu – na podstawie badań laboratorium ATOLL

Ławica ryb – tymczasowa grupa ryb pływających razem w celu zapewnienia sobie pokarmu i większego bezpieczeństwa.
Ławice są tworzone przez ryby z około połowy wszystkich znanych gatunków, w różnych stadiach ich rozwoju, począwszy od stadium larwalnego, przez tymczasowe grupy młodych lub dorosłych osobników cechujące się słabą organizacją – w języku angielskim określane jako shoals – do wysoce zorganizowanych, stałych grup (ang. schools).
Ławica może składać się z kilku osobników, częściej spotykane są ławice kilkuset do kilku tysięcy, a nawet do miliona osobników. Pływają w ciasnych skupiskach, zataczając kręgi lub gwałtownie zmieniając kierunek. Tworzone są zwykle przez przedstawicieli tego samego gatunku, chociaż spotykane są ławice tworzone przez przedstawicieli kilku różnych gatunków, np. ławice tuńczyków z rodzajów Katsuwonus i Thunnus. Tworzenie ławic jest jedną z form strategii pokarmowych – zwiększa skuteczność wykorzystania pokarmu dostępnego w zajmowanym akwenie. Jednocześnie jest formą strategii obronnej – zwiększa szanse przetrwania poszczególnych osobników. Ławice tworzą głównie gatunki ryb o małych rozmiarach, dużych zdolnościach rozrodczych i szybkim tempie przyrostu masy, u których nadprodukcja potomstwa ma skompensować straty wynikające z drapieżnictwa.
Najgroźniejszy dla małych, pelagicznych ryb ławicowych jest jednoczesny, zmasowany atak różnych gatunków drapieżników uderzających z kilku stron, np. ryby przydenne atakujące ławicę od spodu wyganiają ją do wód przypowierzchniowych, gdzie dostaje się w zasięg ptaków nurkujących, a na płyciznach również ryb przybrzeżnych i zwierząt lądowych.
Badania nad relacjami zachodzącymi pomiędzy osobnikami tworzącymi ławice rozpoczęto po ukazaniu się artykułu Alberta E. Parr (1927), sugerującego istnienie złożonych mechanizmów tworzenia ławic – w płaszczyźnie fizjologicznej i ewolucyjnej. Radakow określił ławicę ryb jako grupę osobników aktywnie podtrzymujących wzajemny kontakt i przejawiających lub mogących w każdej chwili przejawiać zorganizowane czynności, z reguły przynoszące korzyść wszystkim członkom grupy.
Ławica nie ma stałych liderów. Prowadzenie przejmują osobnicy znajdujący się na czele ławicy po dokonaniu zmiany kierunku. Porządek tworzonej formacji zachowywany jest w oparciu o relacje pomiędzy bezpośrednimi sąsiadami, a te tworzone są głównie przez bodźce docierające do układu linii bocznej, wzroku i słuchu.